# Мюре, Ларс Элтон
Ларс Элтон Мюре (норв. Lars Elton Myhre, род. 17 августа 1984 года, Йёвик) — норвежский горнолыжник, участник двух Олимпийских игр. Универсал, наиболее силён был в комбинации и слаломе. 
На чемпионате мира среди юниоров 2004 года в Мариборе попал в восьмёрку лучших во всех пяти дисциплинах: бронза в комбинации, 4-е место в слаломе, 5-е место в супергиганте, 6-е место в гигантском слаломе и 8-е место в скоростном спуске.
В Кубке мира Мюре дебютировал в 2003 году, в декабре 2005 года впервые попал в десятку лучших на этапе Кубка мира, в слаломе. Всего имеет 9 попаданий в десятку лучших на этапах Кубка мира: 4 в комбинации, 4 в слаломе и 1 в скоростном спуске. Высшее место — пятое в суперкомбинации в Бивер-Крике 29 ноября 2007 года. Лучшим достижением в общем зачёте Кубка мира является для Мюре 48-е место в сезоне 2009/10.
На Олимпиаде-2006 в Турине стартовал в слаломе, но не смог финишировать.
На Олимпиаде-2010 в Ванкувере показал следующие результаты: скоростной спуск — 31-е место, супергигант — 25-е место, в комбинации и слаломе не финишировал.
За свою карьеру участвовал в трёх чемпионатах мира (2007, 2009, 2011), лучший результат — 7-е место в комбинации на чемпионате мира 2011 года в немецком Гармиш-Партенкирхене. Также был 10-м в слаломе на чемпионате мира 2007 года.
Завершил карьеру в январе 2013 года.
Использовал лыжи и ботинки производства фирмы Rossignol.